# Цви (Тибор) Локер
Цви (Тибор) Локер (Нови Сад, 25. јул 1915 – Израел, 24. мај 2014) предратни ционистички омладински активиста, уредник, новинар, преселио се у Палестину 1939. године, где је дипломирао политичке науке, а магистрирао из области јеврејске историје. Од 1941. до 1945. године, као енглески официр и резервни југословенски поручник, служио у југословенској војсци у Египту и Либији. После рата службовао као израелски конзул и амбасадор. Аутор је неколико књига о историји Јевреја у Југославији и Војводини.

## Биографија
Цви (Тибор) Локер рођен је 25. јула 1915. године, у току Првог светског рата, у Новом Саду. Отац му је био Вилим Локер, оптичар, а мајка Маргита Бергер. Јеврејску основну школу и Мушку гимназију (данас Гимназија Јован Јовановић Змај) завршио је у Новом Саду, након чега је отишао за Загреб. Две године је похађао Правни факултет у Београду. Студије је наставио на Хебрејском универзитету у Јерусалиму, где је дипломирао француски језик и књижевност. Магистрирао је из области јеврејске историје.
Одлазак у армију на одслужење војног рока у јесен 1935. године, био је један од корака ка исељењу у Палестину. Тако је могао да добије југословенски пасош, а у војној интендантури научио је ствари које су му касније помогле, током Другог светског рата.
У предратном периоду био је врло активан у јеврејском омладинском покрету: био је на челу Иврије, и један је од оснивача Младог стражара (хебр. Hashomer Hatzair). 
По повратку из Загреба и са одслужења војног рока, 1937. године, постао је професионални секретар Савета циониста Југославије за Војводину. Обилазио је заједнице у провинцији (Бачка Паланка, Сомбор, Сента, Кула), анимирајући чланство за ционистичке идеје. Као уредник Јеврејских новина (нем. Jüdische Zeitung) обрађивао је чланке и писао уводнике на основу вести које је добивао телеграфом из Јеврејске телеграфске агенције. Неки текстови били су и на српском језику, али су углавном објављивали на немачком језику, вести из јеврејског света и догађаје у Палестини. То је уређивао од 1937. до 1939. године, када се преселио у Палестину. 
Тај посао секретара и новинара му је омогућио и познанство са Рахел, дактилографкиња и технички секретар, којом се венчао.
Уз студије, пар месеци је радио у британском Црвеном крсту као дактилограф и преводилац порука.
Од 1941. до 1945. године служио је у југословенској војсци у Египту и Либији, као енглески официр и резервни југословенски поручник, у саставу 8. савезничке армије. Демобилисан је, у лето, 1944. године. Од 1946. до 1947. године радио је Каиру, у британском Министарству за информације, а од 1947. године у Јеврејској агенцији у Јерусалиму. 
У дипломатију је прешао 1949. године, где је обављао низ послова, од конзула до амбасадора. Службовао је у Југославији, Румунији, Италији, Француској и другим франкофонским земљама. Каријеру је завршио као амбасадор на Хаитију. У једном мандату био је шеф Кабинета председника државе Израел.
Од 1982. године, као пензионер, радио је у Меморијалном центру Јад Вашем. Обављао је дужност уредника „Пинкас Хакехилот Југославија” и издања „Јевреји у Хрватској и Босни у 20. веку” и „Историја Јевреја Југославије и Војводине”. 
Умро је 25. маја 2014. године, у 99. години живота, у Израелу.